# Luboš Kozel
Luboš Kozel (Vlašim, 1971. március 16. –) egykori cseh válogatott labdarúgó, jelenleg az FK Dukla Praha vezetőedzőjeként dolgozik.

## Mérkőzései a cseh válogatottban
| #  | Dátum                | Ellenfél        | Eredmény | Kiírás                        | Esemény |
| -- | -------------------- | --------------- | -------- | ----------------------------- | ------- |
| 1. | 1995. december 13.   | Kuvait          | 2 – 1    | barátságos mérkőzés           |         |
| 2. | 1996. március 26.    | Törökország     | 3 – 0    | barátságos mérkőzés           | 70'     |
| 3. | 1997. augusztus 20.  | Feröer-szigetek | 2 – 0    | Vb-selejtező                  | 27'     |
| 4. | 1997. augusztus 24.  | Szlovákia       | 1 – 2    | Vb-selejtező                  | 52' 68′ |
| 5. | 1997. szeptember 24. | Málta           | 1 – 0    | Vb-selejtező                  | 46'     |
| 6. | 1997. december 15.   | Uruguay         | 1 – 2    | Konföderációs kupa csoportkör | 69'     |
| 7. | 1997. december 19.   | Brazília        | 0 – 2    | Konföderációs kupa elődöntő   | 90'     |
| 8. | 1998. március 25.    | Írország        | 2 – 1    | barátságos mérkőzés           |         |
| 9. | 1998. április 22.    | Szlovénia       | 3 – 1    | barátságos mérkőzés           | 86'     |

## Sikerei, díjai

### Játékosként
Újpest FC:
- Magyar labdarúgókupa: 2002
- Magyar labdarúgó-szuperkupa: 2002

### Edzőként
FK Dukla Praha:
- Cseh labdarúgó-bajnokság (másodosztály): 2010-11